# Jednorodí
Jednorodí (Monogenea), též žábrohlísti, jsou třídou parazitických živočichů patřících do kmene ploštěnců. Je známo asi 5000 druhů. V typickém případě jsou jejich hostiteli ryby, ale mohou žít na širokém spektru obratlovců (včetně např. hrocha) i v některých bezobratlých (korýši).

## Způsob života
V drtivé většině případů se jedná o ektoparazity vodních živočichů, jejich vývoj je přímý, na rozdíl od ostatních parazitických ploštěnců nemají žádné mezihostitele. Jsou to hermafrodité. Jejich larva se nazývá onkomiracidium, je vybavená množstvím háčků a dvěma páry fotoreceptorů. Po přichycení se na žábry či kůži hostitele se postupně přetváří v dospělce.
Vzácně (u 5 % zástupců) se může jednat i o endoparazity, ti potom parazitují v močovém měchýři, močovodu, případně střevech obojživelníků nebo ryb. Dospělí jedinci mají jeden až dva přichycovací hlavové orgány a koncový příchytný terč –⁠ opisthaptor. Utváření haptoru je důležité z hlediska taxonomie jednotlivých druhů.